# 上文殊 (福井市)
上文殊（かみもんじゅ）は、福井県福井市の地域。足羽ブロック(南東部)に属する。

## 人口
上文殊には2024年1月1日現在1585人が住んでおり、世帯数は601世帯。そのうち男性が781人、女性は801人。